# Marcela Kloosterboer
Marcela Kloosterboer (Vicente López, 5 luglio 1983) è un'attrice argentina.
Attrice legata in particolar modo alla produzione di telenovela argentine degli anni duemila, ha esordito nella seconda metà degli anni novanta vincendo un "Premio Martín Fierro" come "attrice rivelazione dell'anno" per il suo ruolo in Verano del '98.

## Biografia
Dopo aver studiato teatro dall'età di otto anni, ha debuttato come attrice di televisione a dodici, nel 1995, nella telenovela Amigovios trasmessa dall'emittente nazionale argentina Canal 13.
L'anno successiva è entrata a far parte del cast di Mi familia es un dibujo,, andata in onda su Telefe, interpretando Carolina, l'unica figlia femmina della famiglia. Nel 1998 è stata scelta per far parte del cast della serie di successo Verano del '98, sempre su Telefe, all'interno della quale ha interpretato il ruolo di Josefina Vidal, una delle protagoniste giovani della serie. Per questo personaggio, l'attrice ha vinto un "Premio Martín Fierro" come "attrice rivelazione dell'anno".
L'anno successivo, 1999, è stata voluta da Cris Morena per assegnarle il ruolo da protagonista nella quinta stagione della telenovela per ragazzi Chiquititas, quello di Candela Maza, una bambina che vive con suo zio e si innamora di Mariano, suo cugino. Contemporaneamente alla messa in onda della telenovela, è stata protagonista insieme agli altri attori di uno spettacolo teatrale omonimo, e dalla produzione televisiva è stata tratta anche una raccolta discografica, intitolata Chiquititas Vol. 5. Nel 2000 è tornata a recitare per la telenovela Verano del '98. Tra il 2002 e il 2003 ha fatto parte del cast di Son amores, dove ha interpretato il ruolo di María; anche in questo caso, la telenovela ha avuto una trasposizione teatrale e la sitcom ha ottenuto un grande successo di pubblico e della critica, diventando la trasmissione televisiva più seguita in Argentina nel 2002 e vincendo diversi Premi Martín Fierro, tra cui quello come "Miglior Commedia Televisiva", e alcuni Premi Clarín, tra cui uno come "Miglior fiction giornaliera".
Nel 2004 ha esordito come attrice cinematografica interpretando Renée nel film Roma di Adolfo Aristarain, mentre l'anno successivo ha recitato in Sin código al fianco di Adrián Suar, Nancy Dupláa e Nicolás Cabré, e diretta dallo stesso Suar. Successivamente ha fatto parte del cast di El tiempo no para (2006), è stata protagonista in Doble venganza, serie televisiva diretta da Ary Cohen Falah e Gustavo Luppi trasmessa su Canal 9 e ha partecipato alla sitcom argentina Lalola, i cui protagonisti erano Carla Peterson e Luciano Castro.
Parallelamente all'attività di attrice televisiva, ha lavorato anche come attrice di teatro nello spettacolo Closer, del 2008, mentre l'anno successivo è tornata in televisione con Valientes, insieme a Luciano Castro, Mariano Martínez, Gonzalo Heredia e Julieta Díaz, andata in onda su Canale 13 fino al 2010.
Nel 2011, è stata co-protagonista di Herederos de una venganza, telenovela trasmessa ancora una volta su Canale 14 con Luciano Castro e Romina Gaetani. Nel 2012 ha partecipato come ospite speciale all'ultimo episodio di Graduados. Nel 2013 ha recitato anche in Los vecinos en guerra, mentre l'anno successivo è stata chiamata a far parte del cast di Señores papis.
Ha poi avviato, dal 2015, una carriera come imprenditrice e stilista, lanciando il primo marchio di scarpe ecologiche: la Klooster´s. Nel 2017 ha preso parte al cast della telenovela Five Stars, in onda su El Trece, prodotta da Pol-ka Producciones, nella quale è una delle cinque donne protagoniste.

### Vita privata
Alla fine del 2014, si è sposata con l'ex rugbista Fernando Sieling. Il 22 marzo del 2016 è nata la figlia Juana.

## Filmografia

### Televisione
- Amigovios – telenovela (1995)
- Mi familia es un dibujo – telenovela (1996-1997)
- Verano del '98 – telenovela (1998-2000)
- Chiquititas – telenovela (1999)
- Ilusiones – telenovela (2000-2001)
- Son amores – sitcom (2002-2003)
- Los simuladores – serie TV (2003)
- Los pensionados – serie TV (2004)
- Sin código – serie TV (2005)
- Conflictos en red - serie TV, un episodio (2005)
- El tiempo no para - serie TV (2006)
- Doble venganza - serie TV (2006)
- Lalola - sitcom (2007-2008)
- Valientes - telenovela (2009-2010)
- Todos contra Juan 2 - serie TV (2010)
- Los únicos - telenovela, ospite speciale (2011)
- Herederos de una venganza - telenovela (2011-2012)
- Graduados - telenovela, ospite speciale (2012)
- Los vecinos en guerra - telenovela, (2013)
- Sres. Papis - telenovela (2014)
- Conflictos modernos - telenovela, 1 episodio (2015)
- Five Stars - telenovela (2017-2018)
- Otros pecados - telenovela, 1 episodio (2019)
- Separadas - telenovela (2020)

### Cinema
- Dibu: la película, regia di Carlos Olivieri (1997)
- Roma, regia di Adolfo Aristarain (1999)
- Un lugar lejano, regia di Joseph Novoa (2010)
- Cerro Bayo, regia di Victoria Galardi (2011)

### Teatro
- Chiquititas, regia di Cris Morena (Teatro Gran Rex) (1999)
- Son amore (2002)
- Closer (2008)

## Discografia

### Partecipazioni
- 1999 - Chiquititas Vol. 5

## Premi e riconoscimenti
1998
- Premio Martín Fierro come "Attrice rivelazione dell'anno" per Verano del '98[1]

### Nomination
2004
- Premio Asociación de Cronistas Cinematográficos de la Argentina come "Miglior attrice esordiente" per il film Roma[7]

2007
- Premio Martín Fierro come "Miglior attrice protagonista" per Doble venganza[7]

2017
- Notirey Awards come "Protagonista femminile di serie tv quotidiana" per Five Stars[7]